# NGC 5322
NGC 5322 is een elliptisch sterrenstelsel in het sterrenbeeld Grote Beer. Het hemelobject werd op 19 maart 1790 ontdekt door de Duits-Britse astronoom William Herschel.

## Synoniemen
- UGC 8745
- MCG 10-20-35
- ZWG 295.17
- PGC 49044